# Jerusalém de Ouro
Jerusalém de Ouro (em hebraico: ירושלים של זהב‎, Yerushalayim Shel Zahav) é uma canção popular de Israel escrita por Naomi Shemer, em 1967. A canção original descreve o anseio, por dois mil anos, do povo judeu em voltar  para Jerusalém. Shemer adicionou um verso final depois da Guerra dos Seis Dias para celebrar a reunificação de Jerusalém, após 19 anos de ocupação jordana. Naomi Shemer escreveu a versão original para o Festival de Música Israelita, ocorrido em 15 de maio de 1967, na noite após 19 anos da Independência de Israel. Ele escolheu a então desconhecida Shuli Nathan para cantá-la. Naquele momento, a Cidade Antiga ainda estava ocupada pelos jordanos e sob suas leis.

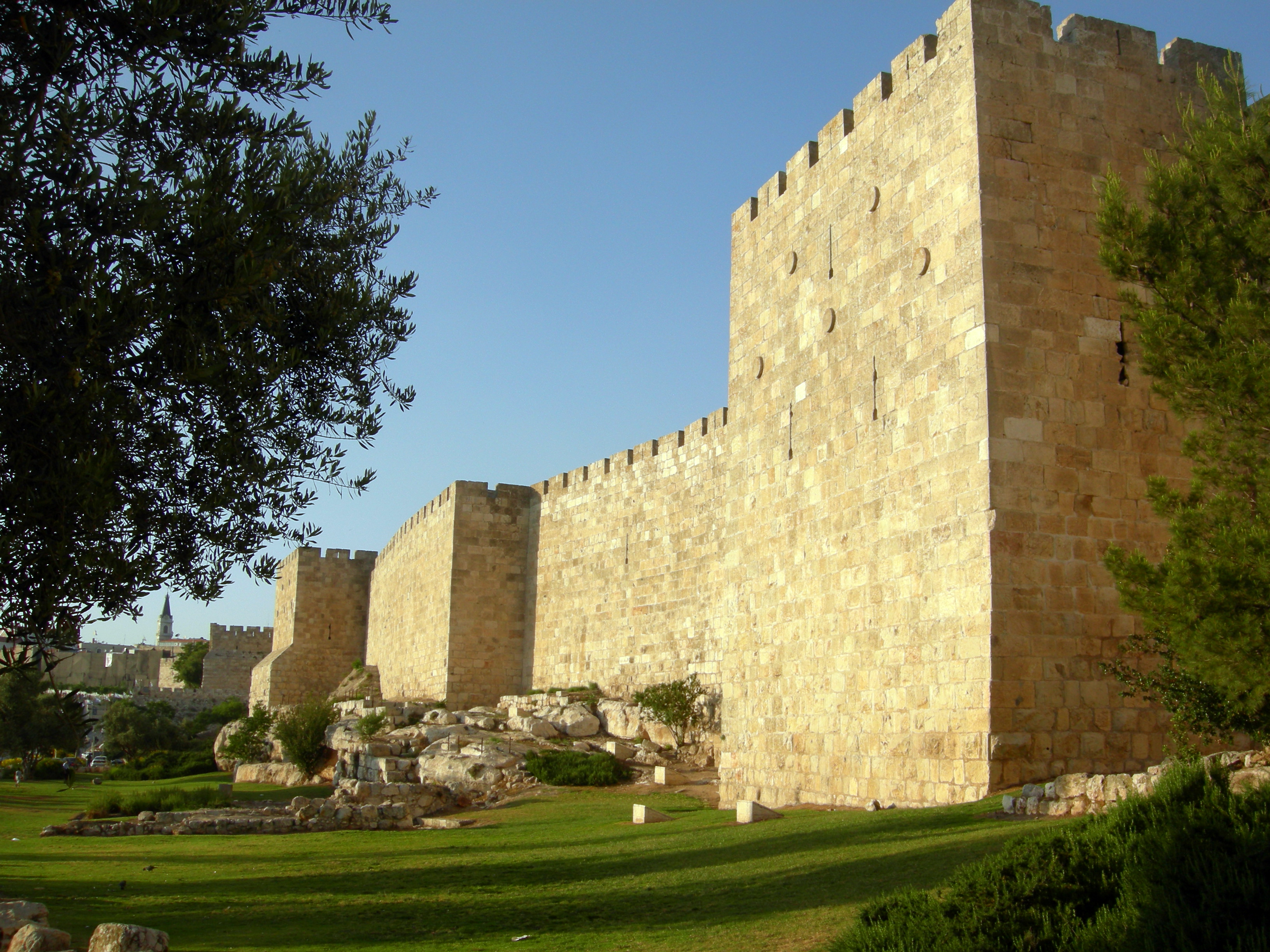
Jerusalem

## Origem
Grande parte da letra refere-se a poesias e temas tradicionais de Israel. "Jerusalém de Ouro" é uma referência a uma joia especial mencionada em uma famosa lenda talmúdica sobre o rabino Aquiba. "Eis que eu sou, para todas as tuas canções, um violino" é uma citação de um poema do Rabi Yehudah Halevi. "A cidade assenta-se solitária" é uma referência ao primeiro verso do livro bíblico das Lamentações. "Se eu me esquecer de ti, Jerusalém" é uma citação do Salmo 137, verso 5.
Parte da melodia é baseada em uma canção de ninar basca, Pello Joxepe (Tolo José), composta por Juan Francisco Petriarena 'Xenpelar' (1835-1869), a qual Shemer ouviu em uma apresentação do cantor e compositor Paco Ibañez, que visitou Israel em 1962 e cantou essa canção para um grupo que incluía Naomi Shemer e Nehama Hendel. Shemer disse que baseou, inconscientemente, sua melodia na da canção de ninar, e sentiu-se muito mal por conta disso. Paco Ibañez foi, então, perguntado sobre como se sentiu quando soube que Shemer havia inspirado parte da melodia em Pello Joxepe. Ele respondeu que estava "orgulhoso por isso ter ajudado de alguma maneira" e que ele não percebia isso como plágio e que não estava com raiva.

## Outras versões
Muitos artistas regravaram as suas versões da música ao longo dos anos. Em 2011 o cantor e compositor brasileiro Roberto Carlos regravou recentemente sua versão em português da música "Yerushalayim Shel Zahav" ("Jerusalém toda de ouro"). O coral Messias da IEPA merari Angola também o interpreta. O cantor gospel brasileiro Leonardo Gonçalves também incluiu em seu álbum "Avinu Malkeinu", uma interpretação em hebraico, idioma este utilizado em todas as faixas do disco.